# KZ-Außenlager Artern
Das Außenlager Artern in Artern war als Außenlager zunächst dem KZ Buchenwald, ab Ende Dezember 1944 dem KZ Mittelbau zugeordnet. Vom 20. November 1944 bis zum 6. April 1945 wurde das Lager für etwa 254 männliche KZ-Häftlinge (Ende Dezember 1944) genutzt. Dieses Außenlager des Mittelbau-Lagerkomplexes wurde seitens der Lager-SS unter dem Namen „Adorf“ beziehungsweise „Rebstock neu“ geführt.

## Funktion des Lagers und Häftlinge
Ab Ende August 1944 wurden hunderte KZ-Häftlinge des unter Tage gelegenen Buchenwalder Außenlagers Rebstock bei der Firma Gollnow und Sohn eingesetzt, die unter der Tarnbezeichnung Geyer und Sohn firmierte. Die Arbeiten umfassten zunächst den Aufbau einer Fertigungsanlage zur Produktion von Bodenteilen und später elektrischer Komponenten für die V2. Kriegsbedingt wurden Ende 1944 die Fertigungsanlagen, das Fachpersonal und die Häftlinge von Dernau im Ahrtal nach Artern in die Malzfabrik „Goldene Aue“ sowie die Kyffhäuserhütte verlagert. Bis zu 350 Häftlinge waren zunächst behelfsmäßig in einer Sporthalle und danach in neu entstandenen KZ-Baracken untergebracht. Aufgrund des Kriegsverlaufes kam es nicht mehr zu einer Serienproduktion. Während des Lagerbestehens starben mindestens 40 Häftlinge, wahrscheinlich mehr.
Das Lager wurde durch den SS-Oberscharführer Karl Schmidt geleitet, zuvor Lagerleiter im Außenlager Laura des KZ Buchenwald. Sein Stellvertreter war der zuvor im KZ Auschwitz tätige SS-Unterscharführer Hans Klerch.

## Endphase des Außenlagers Artern
Zwischen dem 4. und der Nacht auf den 6. April 1945 wurde das Außenlager Artern mit mehreren Todesmärschen in Richtung Tschechoslowakei und dem KZ Bergen-Belsen geräumt. Die Anzahl der nach der Lagerauflösung umgekommenen Häftlinge ist unbekannt. Das KZ Bergen-Belsen wurde am 15. April 1945 von alliierten Truppen befreit. Weitere Häftlinge des Außenlagers Adorf kamen durch Partisanen am 8. Mai 1945 an der tschechisch-österreichischen Grenze frei.